# Лейкмор (Огайо)
Лейкмор (англ. Lakemore) — селище (англ. village) в США, в окрузі Самміт штату Огайо. Населення — 2926 осіб (2020).

## Географія
Лейкмор розташований за координатами 41°1′22″ пн. ш. 81°25′24″ зх. д. / 41.02278° пн. ш. 81.42333° зх. д. (41.022654, -81.423439).  За даними Бюро перепису населення США в 2010 році селище мало площу 4,32 км², з яких 3,82 км² — суходіл та 0,49 км² — водойми.

## Демографія
Згідно з переписом 2010 року, у селищі мешкало 3068 осіб у 1237 домогосподарствах у складі 833 родин. Густота населення становила 711 особа/км².  Було 1368 помешкань (317/км²).
Расовий склад населення:
| - 95,4 % — білих - 2,0 % — чорних або афроамериканців - 0,7 % — азіатів - 0,2 % — корінних американців |

До двох чи більше рас належало 1,4 %. Частка іспаномовних становила 1,1 % від усіх жителів.
За віковим діапазоном населення розподілялося таким чином: 21,3 % — особи молодші 18 років, 64,5 % — особи у віці 18—64 років, 14,2 % — особи у віці 65 років та старші. Медіана віку мешканця становила 40,3 року. На 100 осіб жіночої статі у селищі припадало 89,3 чоловіків;  на 100 жінок у віці від 18 років та старших — 87,9 чоловіків також старших 18 років.
Середній дохід на одне домашнє господарство  становив 55 024 долари США (медіана — 43 827), а середній дохід на одну сім'ю — 65 803 долари (медіана — 69 427). Медіана доходів становила 36 488 доларів для чоловіків та 36 886 доларів для жінок. За межею бідності перебувало 11,7 % осіб, у тому числі 15,4 % дітей у віці до 18 років та 4,9 % осіб у віці 65 років та старших.
Цивільне працевлаштоване населення становило 1546 осіб. Основні галузі зайнятості: освіта, охорона здоров'я та соціальна допомога — 26,3 %, виробництво — 24,8 %, роздрібна торгівля — 19,3 %.